# Otahuhu
Otahuhu (maori de Nouvelle-Zélande : Ōtāhuhu) est une banlieue de la cité d'Auckland située dans l’île du Nord de la Nouvelle-Zélande.

## Situation
La banlieue est située à 13 km au sud-est de Auckland CBD, sur un isthme étroit s’étendant entre les bras du port de Manukau à l’ouest, et l’estuaire du fleuve Tamaki vers l’est. 
L’isthme est la connexion la plus étroite entre la région de la péninsule de Northland et le reste de l’île du Nord, mesurant seulement quelque 1 200 m de large en son point le plus étroit entre Otahuhu Creek et l’anse de Mangere (en). 
En tant que banlieue la plus au sud de l’ancienne Auckland, c’est une zone considérée comme une partie de South Auckland (en).
C’est le siège de la gare de Otahuhu (en).
Elle est limitée au nord par la banlieue de Mount Wellington, au nord-est par le fleuve Tamaki et la banlieue de Pakuranga, à l’est par le fleuve Tamaki et la banlieue de Tamaki, au sud par Middlemore, au sud-ouest  par la banlieue de Favona et Mangere East, à l’ouest par anse de Mangere (en), au nord-ouest par la banlieue de Westfield.

## Toponymie
Le nom de la banlieue vient du mot en langage maorie du cône volcanique connu sous le nom de Mont Richmond (en). Le nom fait référence à « La place de Tāhuhu » — un ancêtre,  Tāhuhu-nui-a-Rangi, qui s’installa dans le secteur. En langage familier, les maoris locaux le raccourcissent parfois dans le simple nom « Otahu ».

## Histoire

### Histoire maorie
L’importance des transports est grande dès la période pré-européenne. Le lieu nommé Portage Road (en) passe à travers l’isthme d’Otahuhu et fut utilisé par les Maoris pour déplacer leurs canoés entre Manukau et de Waitemata pour les raids ou pour les besoins du commerce. En fait, le secteur, aussi connu sous le nom de Te Tō Waka, fut considéré comme la zone de portage la plus importante de toute la Nouvelle-Zélande,.

### Colonisation
La banlieue fut fondée en 1847 comme une colonie militaire pour les fencibles (en), où les soldats reçurent des terres avec l’implication  qu’en temps de guerre, il serait possible de lever des unités de réservistes pour défendre ces terres. Toutefois, les combats, qui eurent lieu une décennie plus tard, n’utilisèrent que des soldats professionnels.
La plupart des éléments de cette époque ont disparu, bien que certains, tels que le pont de pierre construit par les fencibles persista jusqu’à son élargissement, qui donnera lieu finalement de la Great South Road (en).

## Activités économiques
La banlieue d’Otahuhu est le siège du premier supermarché du pays mais aussi du Otahuhu College (en), dans lequel plusieurs personnalités firent leurs études, en particulier, le champion de boxe poids lourds David Tua, l’ancien premier ministre David Lange et l’ex-maire de Manukau City Sir Barry Curtis (en). 

## Transport
Otahuhu, du fait de sa position sur la section étroite de l'Isthme d’Auckland, est une partie importante du sud de Auckland, les transports rapprochant à la fois la route et le chemin de fer, constituant un véritable hub permettant de combiner les changements de bus au niveau de la gare d’Otahuhu (en). Le nouvel échangeur bus-train ouvert le 29 octobre 2016 forme une jonction essentielle du réseau des transports d'Auckland (en) et de l'Association des transports de Nouvelle-Zélande. C’est une initiative qui a coûté 28 millions de dollars néo-zélandais,.
« La station est au cœur du réseau du Southern New Network », a déclaré le chef d'Auckland Transport, Mark Lambert. « Auckland va vers un réseau plus connecté localement avec des fréquences de services de bus et de trains accrus. Le hub de transport de bus et de train, comme celui d’Otahuhu, est le cœur de cette transformation ».
Le vieil échangeur de bus, qui fut largement négligé et avait attiré l’attention au début de 2011, du fait de vandalisme et des mesures mises en place pour la prévention des graffitis, est maintenant enclos et fermé, et des arrêts de bus plus petits furent installés sur la route principale près du centre de la ville.

## Aujourd'hui
Otahuhu est synonyme d’industries multiples, s’étalant le long des banlieues voisines de Favona, Mangere East, Mount Wellington, Penrose et Westfield, qui forment une vaste zone de conglomérat industriel, qui occupe la plus grande partie de la crique de Mangere (en). La communauté et le centre-ville, au croisement de Central et de South Auckland est le siège d’une population formée essentiellement d’habitants venant des îles du Pacifique.

## Sport et loisirs
Otahuhu est le siège du Otahuhu Rugby Football Club et d’Otahuhu Leopards rugby league club.

## Personnalités liées à Ōtāhuhu
- Dorothy Jelicich (1928-2015), femme politique néo-zélandaise, y est morte
- Bundee Aki (1990-), joueur de rugby à XV international irlandais
- Emmanuel Meafou (1998-), joueur de rugby à XV international français